# Presidenti di São Tomé e Príncipe
Lista dei Presidenti di São Tomé e Príncipe dal 1975, data di istituzione dell'ufficio, all'attualità.

## Lista
| №   | Presidente | Presidente                            | Partito                                                                   | Elezione          | Mandato          | Mandato          |
| №   | Presidente | Presidente                            | Partito                                                                   | Elezione          | Inizio           | Fine             |
| --- | ---------- | ------------------------------------- | ------------------------------------------------------------------------- | ----------------- | ---------------- | ---------------- |
| 1   |            | Manuel Pinto da Costa (1937- )        | Movimento di Liberazione di São Tomé e Príncipe/Partito Socialdemocratico | -                 | 12 luglio 1975   | 4 marzo 1991     |
| –   |            | Leonel Mário d'Alva (1935- )          | Movimento di Liberazione di São Tomé e Príncipe/Partito Socialdemocratico | Ad interim        | 4 marzo 1991     | 3 aprile 1991    |
| 2   |            | Miguel Trovoada (1936- )              | Indipendente / Azione Democratica Indipendente                            | 1991              | 3 aprile 1991    | 15 agosto 1995   |
| –   |            | Manuel Quintas de Almeida (1957-2006) | Militare                                                                  | [ 1 ]             | 15 agosto 1995   | 21 agosto 1995   |
| (2) |            | Miguel Trovoada (1936- )              | Azione Democratica Indipendente                                           | Reinsediato, 1996 | 21 agosto 1995   | 3 settembre 2001 |
| 3   |            | Fradique de Menezes (1942- )          | Movimento Democratico delle Forze del Cambiamento - Partito Liberale      | 2001              | 3 settembre 2001 | 16 luglio 2003   |
| –   |            | Fernando Pereira (1963- )             | Militare                                                                  | [ 2 ]             | 16 luglio 2003   | 23 luglio 2003   |
| (3) |            | Fradique de Menezes (1942- )          | Movimento Democratico delle Forze del Cambiamento - Partito Liberale      | Reinsediato, 2006 | 23 luglio 2003   | 3 settembre 2011 |
| (1) |            | Manuel Pinto da Costa (1937- )        | Indipendente                                                              | 2011              | 3 settembre 2011 | 3 settembre 2016 |
| 4   |            | Evaristo Carvalho (1942- )            | Azione Democratica Indipendente                                           | 2016              | 3 settembre 2016 | 2 ottobre 2021   |
| 5   |            | Carlos Vila Nova (1956- )             | Azione Democratica Indipendente                                           | 2021              | 2 ottobre 2021   | in carica        |